# André Feuillet
 (juin 2018).
Si vous disposez d'ouvrages ou d'articles de référence ou si vous connaissez des sites web de qualité traitant du thème abordé ici, merci de compléter l'article en donnant les références utiles à sa vérifiabilité et en les liant à la section « Notes et références ».
Le père André Feuillet (né le 29 septembre 1909 à La Chapelle-en-Juger et mort à Paris 16e le 26 novembre 1998) était un prêtre de Saint-Sulpice (1933), docteur en théologie et exégète de renom.

## Biographie
Il fut professeur au Grand Séminaire d’Angers de 1937 à 1947 et à l'Institut Catholique de Paris de 1952 à 1974. Auteur de 25 ouvrages et 275 articles, il a traduit le Livre de Jonas dans la Bible de Jérusalem.  
En 1983 il est devenu membre de l’Académie pontificale romaine de Théologie (il rédige une vingtaine d'articles  pour la revue Divinitas)   

## Jugement
« … Son œuvre, originale et forte, n’a pas encore eu le retentissement qu’elle méritait. À bien des égards, elle anticipe sur l’évolution présente de l’exégèse du Nouveau Testament. La sûreté de son jugement théologique et spirituel a permis à la rigueur de son travail scientifique de produire les fruits de véritable intelligence de la Parole de Dieu qu’il nous a partagés. Je demande au Seigneur de lui donner de contempler Celui qu’il n’a cessé de chercher, d’aimer et de servir.  »
— Cardinal Lustiger

## Œuvres
- Le Livre de Jonas, par l'abbé A. Feuillet, Paris, Les Éditions du Cerf, 1951 traduction, étude   et commentaire et    Les Sources du Livre de Jonas, Revue Biblique, 1947.
- Le Cantique des Cantiques  Étude de théologie biblique et réflexions sur une méthode d'exégèse, 1953, Le Cerf.
- Étude sur Marie de Béthanie, la pécheresse et Marie Madeleine (André Feuillet, 1975).
- Le discours sur le pain de vie (1962)
- Études johanniques
- L' Agonie De Gethsémani -  Une Étude du Mystère  de Jésus de Pascal (1977)
- L'accomplissement des prophéties : ou Les annonces convergentes du Sauveur messianique dans l'Ancien Testament et leur réalisation dans le Nouveau Testament, Desclée, Coll « Bibliothèque de théologie », Paris,
- La primauté de Pierre, Desclée, Coll. «Desclée-Essai», Paris.
- En prière avec la Bible : approfondissement scripturaire de quelques aspects fondamentaux de la vie chrétienne : retraite de vie chrétienne, Téqui, Paris.
- L'histoire du salut de l'humanité d'après les premiers chapitres de la Genèse, Téqui, Paris.
- Le sacerdoce du Christ et de ses ministres : d'après la prière sacerdotale du quatrième Évangile et plusieurs données parallèles du Nouveau Testament, Téqui, Paris.
- Les promesses de l'Esprit Paraclet en saint Jean : leur importance et la lumière projetée sur elles par les autres écrits du Nouveau Testament, Téqui, Paris.
- Comment lire le "Cantique des cantiques" : étude de théologie biblique et réflexions sur une méthode d'exégèse, Téqui, Paris. 3
- Études d'Exégèse et de théologie biblique, Ancien Testament, Gabalda  et Cie, 2001.